# 邓小南
邓小南（1950年6月—），山东临邑人，生于北京，中国历史学家，北京大学博雅荣休教授，北京大學人文社會科學研究院創院院長。

## 生平
鄧小南是北京大學中國古代史研究中心首任主任、歷史學家鄧廣銘的么女，于1978年考入北京大学历史系，在本科期間亦曾師從王永興、張廣達研習隋唐史和敦煌學。 她在1982年、1985年先后获学士、硕士学位后长期在北京大学历史系与中国中古史研究中心任教。1997年起任教授、博士生導师。她主要研究宋代政治史和制度史，旁及唐宋時期的社會史（包括女性史、家族史、地方性士人網絡等）。 她在2001年提出要「走向『活』的制度史」，為史學界所推崇。
鄧小南在2012年被聘为国务院参事。此外，她还担任中国史学会副会长、中国宋史研究会会长、《中国大百科全书》（第二版）中国历史学科宋辽西夏金史分支主编等职。她也是數字人文項目「中國歷代人物傳記資料庫」的執行委員會和指導委員會委員。
2022年11月23日下午，鄧小南在北京大學講授研究生课程“宋代政治制度专题”的最後一節面授課堂．她隨後於該學期完結後正式退休。

## 主要著作

### 专著
- 《宋代文官选任制度诸层面》：河北教育出版社，1993年
  - 修訂版：中華書局，2021年
- 《课绩·资格·考察：唐宋文官考核制度侧谈》：大象出版社，1997年
- 《祖宗之法：北宋前期政治述略》：生活·讀書·新知三聯書店，2006年
  - 修訂版：生活·讀書·新知三聯書店，2014年
  - 英文版（The ancestors' instructions must not change : political discourse and practice in the Song Period）：Brill，2021。
  - 修訂二版：生活·讀書·新知三聯書店，2025年
- 《朗润学史丛稿》：中华书局，2010年
- 《宋代历史探求：邓小南自选集》：首都师范大学出版社，2015年
- 《宋代文官制度六題》：三聯書店（香港），2021年

### 學術隨筆
- 《长路：邓小南学术文化随笔》：北京师范大学出版社，2020年
- 《追寻希望》：商务印书馆，2024年

### 主編
- 《唐宋女性与社会》：上海辞书出版社，2003年
- 《台湾学者中国史研究论丛》：中国大百科全书出版社，2005年
- 《政绩考察与信息渠道：以宋代为重心》：北京大学出版社，2008年
- 《文书·政令·信息沟通：以唐宋时期为主》：北京大学出版社，2011年
- 《过程·空间: 宋代政治史再探研》：北京大学出版社，2017年
- 《宋史研究诸层面》：北京大学出版社，2020年